# 물땡땡이

물땡땡이와 잔물땡땡이와 줄무늬물방개.

물땡땡이(학명: Hydrophilus acuminatus)는 딱정벌레목 물땡땡이과의 곤충이다. 물방개와 비슷하게 생겼으나 물방개는 완전한 육식성이지만 물땡땡이는 잡식성이고, 또다른 차이점은 물방개와 물땡땡이의 얼굴형태는 상당한 차이가 있다는 점이다. 그리고 물방개는 알을 낳을 때 물풀의 줄기에 알을 낳지만, 물땡땡이는 알집을 만들어 그 안에 30개~50개의 알을 낳는다. 숨을 쉴때도 물방개과는 딱지날개속에 공기를 저장하지만, 물땡땡이과는 곤봉같은 더듬이를 수면밖에 내밀어 호흡한다. 유충때는 똑같이 둘다 육식성이며, 둘다 완전변태(번데기 과정을 거치고 성충이 되는 것)를 한다. 그리고 헤엄치는 것에 큰 차이점이 있고, 물방개의 뒷다리는 두껍고 힘이 넘치는 가운데, 물땡땡이는 뒷다리가 가늘고 잔털이 많다. 그리고 물땡땡이는 물속에 들어가면 배에 투명한 공기막이 보이게된다. 논, 웅덩이, 연못, 인공호 등 정수역과 평지하천, 강 등 유수역에 서식한다. 유속이 완만하거나 정체되는 수변부의 식생이 풍부한 곳을 선호한다. 양 발을 따로따로 움직여 기어 다니듯이 이동한다. 짝짓기를 한 후 암컷은 알을 알집을 만들어 그 속에 낳아서 물표면 가까이 있는 물풀에다 붙여 둔다. 성충은 야행성으로 불빛에 유인되어 날아온다.

## 인간과 물땡땡이
물땡땡이는 보리방개라 불렸고 물방개는 쌀방개라 불렸다. 물땡땡이는 맛이 없어서 보리방개라는 이름이 붙었다고 한다. 가끔씩 물땡땡이와 검정물방개를 혼동하는 사람들이 있다.